# Alanos

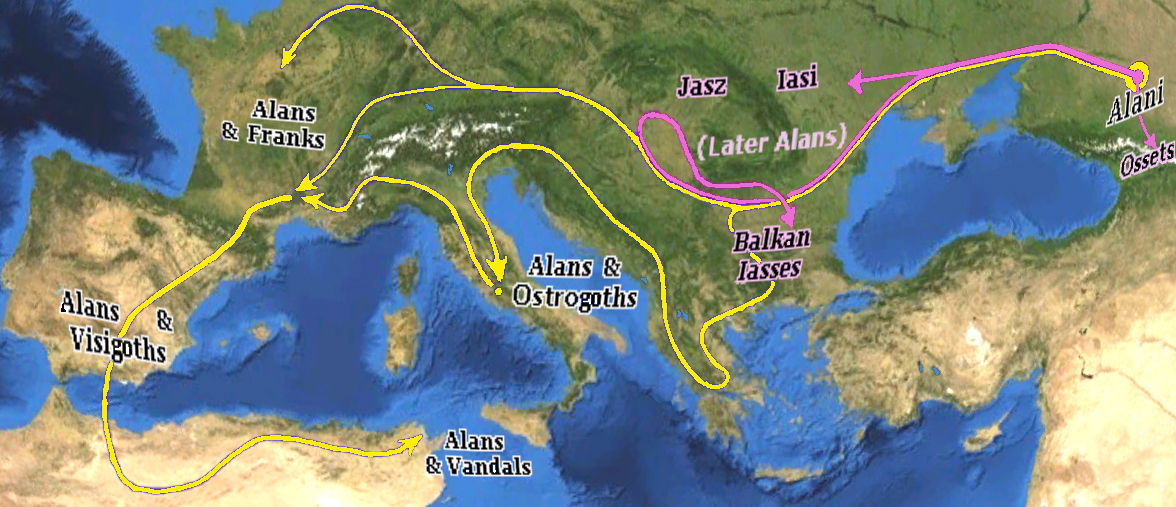
Migrações dos alanos entre os séculos IV-V:.
migrações
expedições militares
assentamentos

Os alanos (em latim: Alānī)  constituíam um povo iraniano antigo-medieval  de pastores nômades que migrou para o que hoje é o nordeste do Cáucaso, entre o rio Dom e o mar Cáspio  - enquanto alguns continuaram para a Europa e, mais tarde, para o norte da África.  Incluem-se entre os povos que penetraram o Império Romano Tardio, no período das migrações dos povos bárbaros em direção ao ocidente, nos séculos IV-V. Eles são geralmente considerados como parte dos sármatas e possivelmente relacionados aos masságetas, pastores nômades de origens diversas que falavam línguas iranianas e compartilhavam, num sentido amplo, uma cultura comum.
Os alanos falavam um idioma iraniano oriental que derivou do cito-sármata e que, por sua vez, evoluiu para o osseta moderno.
O etnônimo Alān é uma variante dialetal do iraniano antigo *Aryāna, derivado da raiz ‘'arya’', que significa 'ariano', a autodesignação comum dos povos indo-iranianos, cognata do nome do país Īrān (do genitivo plural *aryānām). Provavelmente entrou em uso no início da história dos alanos com o propósito de unir um grupo heterogêneo de tribos por meio da invocação de uma origem “ariana” comum e ancestral. Assim como o nome do Irã (*‘'Aryānām’'), o adjetivo *‘'aryāna’' está relacionado a ‘’Airyanəm Waēǰō‘’' (‘trecho dos arianos’'), a pátria mítica dos primeiros iranianos mencionada no ‘’Avesta‘’'.
Em 460, expulsos pelos hunos,  muitos alanos chegaram a atravessar a Europa, chegando à Península Ibérica, em 609. Nessa migração, acabaram por se juntar aos suevos e aos vândalos que ocuparam simultaneamente a Hispânia.
Os alanos se estabeleceram na Península Ibérica e fundaram um reino na Lusitânia, sediado em Pax Júlia, a actual cidade de Beja, em Portugal, chefiado por Átax, que foi destroçado em 418, obrigando-os a seguir para o norte de África, onde sob os reis Gunderico e Genserico, fundaram o Reino dos Vândalos e dos Alanos, que seria extinto no século VI, com a dominação bizantina.

## Alanos antigos
As primeiras menções que os historiadores ligam com alanos aparecem quase na mesma época na geografia greco-romana e algum tempo depois nas crônicas dinásticas chinesas do século I a.C.. A Geografia de Estrabão, que nasceu na província romana do Ponto, no mar Negro, mas que também trabalhou com fontes persas, a julgar pelas formas que ele dava aos nomes tribais, menciona os aorsos, que ele liga com siracos e afirma que Espadines, rei dos aorsos, poderia juntar duzentos mil cavaleiros na metade do século I a.C.. Mas os "Aorsos interiores", de onde tinham partido como fugitivos, poderia enviar muitos mais, para que eles dominassem a região costeira do mar Cáspio.
"e consequentemente eles poderiam trazer em camelos as mercadorias indianas e babilônias, recebendo-as dos armênios e dos medos, e também, devido à sua riqueza, poderiam vestir ornamentos de ouro. Agora os aorsos vivem junto ao Tánais, mas os siracos vivem junto ao rio Acardeu (atual rio Cubã), que desce do Cáucaso e deságua no lago Meótis (atual mar de Azove).
Identificações seguras de nomes e lugares nas antigas crônicas chinesas são até mais especulativas. Porém, alguns séculos depois, na antiga crônica chinesa da dinastia Han, a Hou Han Shu (que cobre o período de 25 - 220) menciona um registro que as estepes de Yen-ts'ai era então conhecida como Alan-liao (阿蘭聊):
"O reino de Yancai (Yen-ts'ai, "Grande Estepe") mudou seu nome para reino de Alanliao. Sua capital é a cidade de Di. É uma dependência de Kangju (centralizado em Tashkent). O clima é ameno. Crescem árvores, pinheiros e acônitos são abundantes. Seu modo de viver e de se vestir são os mesmos de Kangju."
Em outra seção o Hou Han Shu registra:
"É dito: "A cerca de 2000 li (832 km) a noroeste de K'ang-chü está o estado de Yen-ts'ai. Os arqueiros treinados são 100 000. O modo de vida é o mesmo de K'ang-Chü. Está situado no Grande Pântano, não tendo [até então] regiões costeiras."
O "Grande Pântano" talvez fossem as terras alagadas do delta do Danúbio, que era um formidável obstáculo que desacelerou o movimento em direção a oeste de muitos nômades, incluindo os pântanos da atual Bielorrússia e norte da Ucrânia. Dessa forma, no começo do século I, os alanos tinham ocupado terras nas regiões a nordeste do mar de Azove, ao longo do Dom. As fontes escritas sugerem que a partir da segunda metade do século I ao século IV os alanos conquistaram a supremacia sobre a união tribal e criaram uma confederação poderosa de tribos sármatas. Os alanos causaram problemas ao Império Romano com incursões nas províncias do Danúbio e do Cáucaso nos séculos II e III.
Heródoto descreve os alanos como altos, louros, com os homens cortando seus cabelos curtos diferente dos citas.
Amiano Marcelino considera os alanos como sendo os antigos masságetas: "iuxtaque Massagetae Halani et Sargetae", "per Albanos et Massagetas, quos Alanos nunc appellamus", "Halanos pervenit, veteres Massagetas."
Achados arqueológicos apoiam as fontes escritas. Sítios sármatas posteriores foram inicialmente identificados com os alanos históricos por P. D. Rau. Baseado no material arqueológico, eles eram uma das tribos nômades de língua iraniana que começaram a entrar na região sármata entre a metade do séculos I e II.
Os alanos foram mencionados pela primeira vez na literatura romana no século I e foram descritos depois como um povo guerreiro especializado na criação de cavalos. Eles freqüentemente faziam incursões no Império Parta e nas províncias do Cáucaso do Império Romano. Nas "Anotações de Vologases" pode-se ler que Vologases, xá, no décimo-primeiro ano de seu reinado, batalhou contra Culuque, rei dos alanos.
A inscrição é suplementada pelo historiador contemporâneo Flávio Josefo (37–100), que registra nas Guerras Judaicas (7; 8.4) como os alanos (a quem chamava de uma tribo cita), vivendo próximos ao mar de Azove, cruzaram os Portões de Ferro para pilhar e derrotar os exércitos do xainxá arsácida Pácoro II e do rei armênio Tiridates I, dois irmãos de Vologases I, para quem a inscrição foi feita:
| “ | 4. Então havia a nação dos alanos, que nós havíamos mencionado anteriormente como sendo citas, e que habitavam no lago Meótis | ” |

Essa nação aproximadamente nessa época projetou atacar a Média, e as partes além dela, para saqueá-las; com essa intenção eles negociaram com o rei da Hircânia; ele era o senhor da passagem que o rei Alexandre fechou com portões de ferro. Este rei os autorizou a atravessá-los; então eles vieram em grande quantidade, e atacaram os medos de modo inesperado e pilharam seu país, que eles encontraram repleto de pessoas, abundante em gado, e ninguém se atrevia a fazer qualquer resistência a eles; Pácoro, o rei do país, fugiu para lugares de difícil acesso, e recuou toda vez que os alanos o obrigaram, salvando apenas sua esposa e suas concubinas com muita dificuldade, após eles terem feito muitas prisioneiras, tendo pago a eles cem talentos como resgate.
Estes alanos pilharam o país sem oposição, com tranqüilidade, e prosseguiram até a Armênia, deixando um rastro de ruínas por onde passavam. Então Tirídates era o rei daquele país, que os encontrou e os atacou, e conseguiu sair vivo por pouco da batalha; um guerreiro jogou sobre ele uma rede de uma grande distância, puxando-o para perto, tendo ele cortado a corda da rede com sua espada, fugindo e se salvando. Então os alanos, ficando ainda mais irritados por isso, devastaram o país, escravizaram uma grande quantidade de homens, e uma grande quantidade de outras pressas eles obtiveram de ambos os reinos, e então, recuaram para o seu país."
Flávio Arriano marchou contra os alanos no século I e deixou um registro detalhado (Ektaxis kata Alanoon, "Guerra Contra os Alanos") que é a maior fonte de estudos das táticas militares romanas, mas não revela muito sobre os alanos.

## Os alanos 'ocidentais' e os vândalos

Reino alano na Hispânia ca. 411

Reino Alano-Vândalo em 526

Aproximadamente em 370, os alanos foram sobrepujados pelos hunos. Eles foram divididos em dois grupos. Um dos grupos fugiu para oeste. Esses alanos 'ocidentais' se uniram às nações germânicas na sua invasão da Gália romana. Gregório de Tours menciona que seu rei Respendial salvou o dia para os vândalos num encontro armado com os francos ao cruzar o rio Reno (cerca de 407).
Acompanhando o destino dos vândalos na Península Ibérica, (Hispânia) em 409, a identidade étnica separada dos alanos ocidentais se desfez. Embora alguns dos alanos se estabelecessem na Ibéria, a maioria seguiu com os vândalos para o norte da África em 429. Em 426, o rei alano ocidental Átax, foi morto na batalha contra os visigodos, e esse ramo dos alanos subsequentemente apelou ao rei vândalo Gunderico para aceitar a coroa alana. Depois os reis vândalos do norte da África se auto-intitularam Rex Wandalorum et Alanorum ("Rei dos Vândalos e Alanos").
Na Hispânia, os alanos eram famosos por seus cães de caça e ataque, que eles aparentemente introduziram na Europa. Uma raça de cão muito grande chamada alano espanhol sobrevive no País Basco. Os cachorros, que são tradicionalmente usados na caça de porcos selvagens e pastoreio de rebanhos, são associados com os fortes cachorros que os alanos e os vândalos trouxeram para a Ibéria.

## Alanos e eslavos
As tribos alanas que viviam a norte do mar Negro devem ter-se deslocado para nordeste no que hoje é a Polônia, misturando-se com os povos eslavos locais que se tornariam os precursores das nações eslavas históricas (em especial sérvios e croatas). Inscrições do século III de Tánais, uma cidade às margens do rio Dom na moderna Ucrânia, mencionam uma tribo alana próxima chamada de coroatos (choroatos) ou coruatos (chorouatos). O historiador Cláudio Ptolomeu identifica os serbos (serboi) como uma tribo sármata que vivia ao norte do Cáucaso, enquanto outras fontes identificam os serbos como uma tribo alana da estepe do Volga-Dom no século III.
Descrições desses nomes reaparecem no século V, com os serbos, ou sérvios, estabelecidos a leste do rio Elba no que agora é a Polônia, e os croatas na atual Galícia polonesa. As tribos alanas provavelmente se deslocaram para nordeste e se estabeleceram entre os eslavos, dominando e recrutando as tribos eslavas que eles encontravam e depois assimilando as populações eslavas.
Em 620, os croatas e os sérvios foram convidados para se estabelecerem nos Bálcãs pelo imperador bizantino Heráclio para fugir dos ávaros turcos, e lá se estabeleceram entre os migrantes eslavos para se tornar os ancestrais dos modernos sérvios e croatas. Alguns sérvios permaneceram no Elba, e seus descendentes são os modernos sórbios. Descrições bizantinas e árabes do século X descrevem um povo chamado bijelohrvati, bieli chorváti ou beli chrobáti (croatas brancos) vivendo no alto Vístula, numa área chamada Crobácia.

## Os alanos orientais e os hunos
Alguns dos demais alanos, que permaneceram sob o domínio huno, estavam entre os confederados na batalha do rio Hális, na Anatólia em 430. Esses alanos orientais são citados como ancestrais dos modernos ossetos do Cáucaso.
Aqueles da divisão oriental, apesar de dispersos nas estepes até a Idade Média, foram forçados pelas novas hordas de invasores para o Cáucaso, onde permaneceram, tornando-se os ossetos. Seu mais famoso líder foi Áspar, o mestre dos soldados (magister militum) do Império Bizantino durante a década de 460. Esses alanos formaram uma rede de confederações tribais entre os séculos IX-XII.
Acerca de outros sármatas, e povos aparentados, Orientais, consultar:
- Árias
- Egípodes
- Sacas

## Alânia medieval

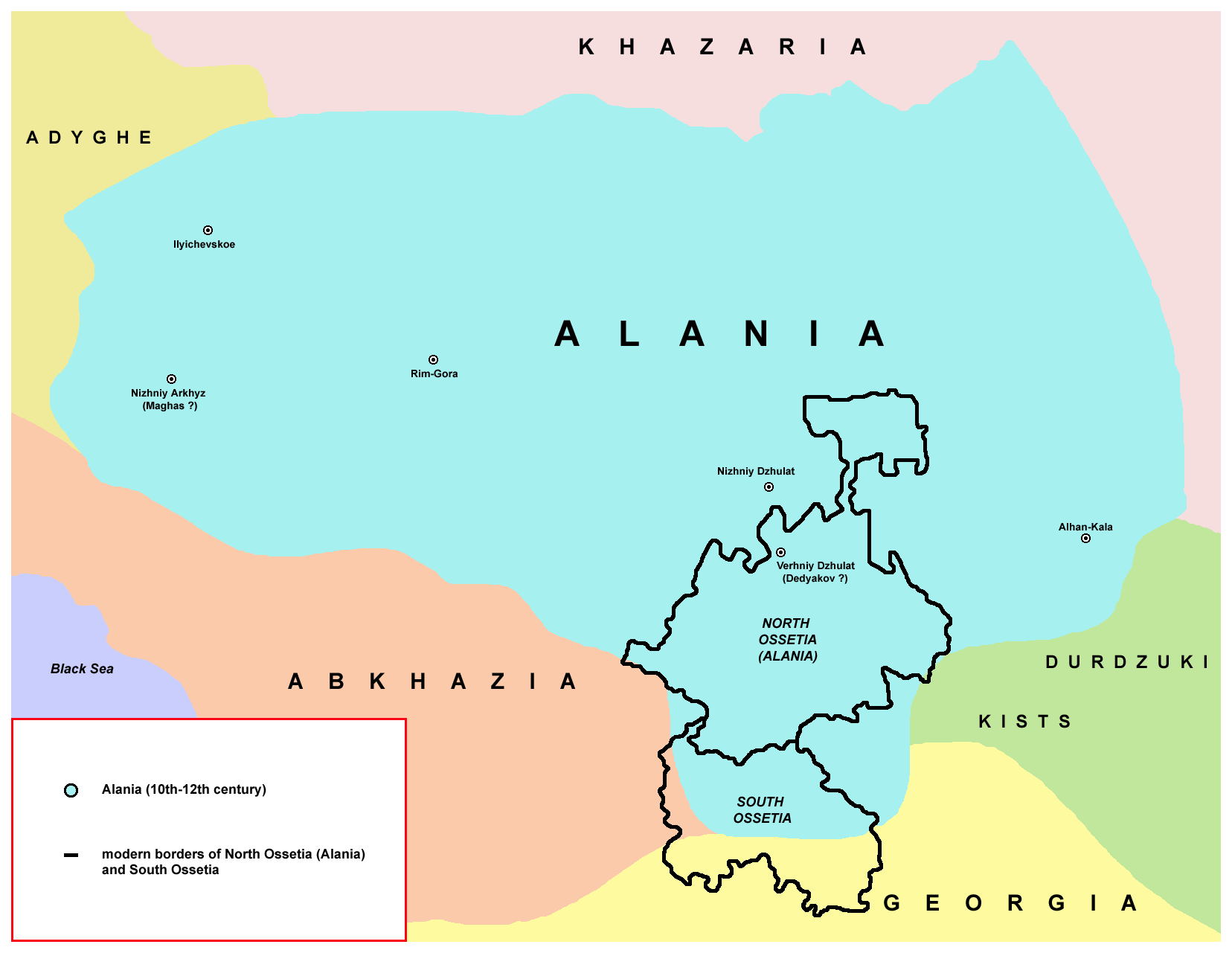
O reino medieval de Alânia, na região do Cáucaso

No século VIII, um reino alano consolidado, é citado nas fontes do período como Alânia, surgiu no norte do Cáucaso, aproximadamente onde hoje estão a Circássia e a Ossétia. Sua capital era Magas, que controlava a vital rota de comércio da Passagem Darial. Por algumas vezes eles tiveram uma saída para o mar via o antigo porto da cidade de Fásis.
No século VIII, o reino alano no Cáucaso caiu sob a soberania do canato cazar. Eles foram leais aliados dos cazares, apoiando-os contra uma coalização liderada pelos bizantinos durante o reinado do rei cazar Benjamin. De acordo com o autor anônimo da Carta Schechter, muitos alanos durante esse período aderiram ao judaísmo. Contudo, no início do século IX, os alanos caíram sob a influência do Império Bizantino, possivelmente devido à conversão de seus governantes ao cristianismo.
Os bizantinos, que haviam adotado uma política externa anticazares, envolveram os alanos numa guerra contra o canato durante o reinado do governante cazar Aarão II, provavelmente no começo da década de 920. Nessa guerra, os alanos foram derrotados e seu rei foi capturado. De acordo com fontes muçulmanas, tais como o Almaçudi, os alanos abandonaram o cristianismo e expulsaram os missionários e clérigos bizantinos aproximadamente na mesma época desses eventos. O filho de Aarão II casou-se com a filha do rei alano, e a Alânia foi realinhada aos cazares, assim permanecendo até o colapso do canato na década de 960.
Desde então, o rei alano se aliou frequentemente aos governantes bizantinos e com vários governantes georgianos, como prevenção contra invasões dos povos das estepes, como os pechenegues e os quipchaques. Aproximadamente em 1395, o exército de Tamerlão invadiu o norte do Cáucaso e massacrou a maior parte da população alana.

## As invasões mongóis e suas consequências
No século XIII, novas hordas de invasores mongóis empurraram os alanos orientais para o sul do Cáucaso, onde eles se mesclaram aos grupos nativos caucasianos e sucessivamente formaram três entidades territoriais cada uma com desenvolvimento diferente. Digor, no oeste estava sob a influência islâmica e cabarda; Tuallag, na região mais ao sul tornou-se parte do que hoje é a Geórgia; Iron, o grupo mais ao norte, caiu sob o domínio russo em 1767, o que fortaleceu o Cristianismo Ortodoxo consideravelmente. A maioria dos ossetas hoje são cristãos ortodoxos orientais.
Os alanos remanescentes falam uma língua única sendo eles os ossetas, divididos entre a Rússia e Geórgia. Há uma minoria osseta na Chechênia também. Jacob Reinegg, na sua "Descrição do Cáucaso", deve ter sido o primeiro a fazer essa conexão. Ele notou que os tártaros os chamavam de Edeki-Alan. Sua língua, o osseto, pertence ao grupo de línguas norte-iranianas; é a sobrevivente do ramo de línguas iranianas conhecido como cita-sármata, que inclui línguas das estepes russas e da Ásia Central: citas, sármatas, masságetas, alanos.
O moderno osseto possui dois dialetos principais: o digor, falado na parte ocidental da Ossétia do Norte; e o iron, falado no resto da Ossétia. Um terceiro ramo do osseto, o iássico, foi anteriormente falado na Hungria. A língua literária, baseada no dialeto iron foi estabelecido pelo poeta nacional Kosta Xetagurov (1859-1906).
Nos séculos IV-V, eles foram parcialmente cristianizados pelos missionários bizantinos da igreja ariana. O islã foi introduzido no século XVII pelos cabardianos (uma tribo circassiana oriental). Uma forte re-cristianização foi iniciada com o aumento da influência russa após o reconhecimento pelos ossetos da soberania russa em 1802.